# Щипавка звичайна
Щипавка звичайна (Cobitis taenia) — невелика прісноводна рибка родини в'юнові (Cobitidae). Поширена в Європі та Азії. Вид занесений до Бернської конвенції та інших природоохоронних документів.

## Поширення
Зустрічається у водоймах Європи від Великої Британії, Данії, Швеції та Фінляндії до сточища Волги і Кубані. В Україні щипавка зустрічається практично всюди, крім ділянок із швидкою течією. У низці районів утворює локальні форми і підвиди, деякі з яких іноді розглядаються в ранзі видів щипавка горянська або середньоазійська (Cobitis aurata montana (Vladykov, 1925)), щипавка роднайська (Cobitis aurata radnensis).

## Зовнішня будова
Забарвлення тіла щипавок строкате, маскувальне, тобто близьке до забарвлення дна прісноводних водойм (середовища, в якому вона живе). Основний колір від світло-жовтого до темно-коричневого з сталевим полиском. Тіло видовжене, сплющене, найпаче в ділянці голови. Особливістю щипавок є наявність двороздільних підочних шипів, які зазвичай сховані в спеціальних мішечках і використовуються задля захисту від хижаків. На боках тіла є два ряди темних плям; нижній становлять великі округлі, кількість яких може сягати двох десятків, верхній — з дрібних плямок, які часто утворюють переривчасту поздовжню смужку. Уздовж спини теж є ряд округлих плям, є вони й на голові, спинному та хвостовому плавцях, решта плавців сіро-жовтуваті. Горло й черевце — світло-жовті без плям.
Довжина тіла щипавок не перевищує 13 см, здебільшого до 10 см. Тіло самиць довше, ніж у самців.

## Спосіб життя
Щипавки живуть здебільшого на піщано-мулистому дні як у текучих, так і в стоячих водах, переважно у прибережжях, затоках річок, їх старицях, часто під нитчастими водоростями, серед зрідженої рослинності, де знаходять у достатку поживу й прихисток від ворогів. Обрані місця залишають не дуже охоче. Активні вночі. Найчастіше не просто лежать на дні, а зариваються у придонний ґрунт, з якого виглядають лише голівки. Помітити їх у цьому стані можна лише за рухом зябрових кришок. Час від часу вони залишають свої схованки в пошуках їжі, а потурбовані, хутко відпливають на кількоро метрів і знову зариваються у мул. Інколи висять на рослинах, відшукуючи на них поживу. Харчуються переважно донними організмами, рачками, органічними залишками, личинками комах. У пошуках їжі щипавці допомагають чутливі вусики. Щипавки здатні дихати атмосферним повітрям (є ділянка задньої кишки, всіяна кровоносними судинами), у зв'язку з чим можуть жити у воді з незначним вмістом кисню і тривалий час бути живими на суходолі, виживати в замулених, брудних водоймах (навіть у стічних канавах!). Проте, вочевидь, тривалого забруднення води не витримують, про що свідчить зникнення їх у низці водойм.

## Нерест, ріст, розвиток
Нерест у цих рибок триває з квітня по червень, при температурі води не нижче 16 °C. У цей період самка кілька разів вимітає ікру, загалом за один сезон 170—450 ікринок. Задля нересту |щипавки обирають прибережне мілководдя з густою рослинністю. Відкладена ікра (приблизний розмір при відкладенні — 1 мм, після контакту з водою збільшуються до 1,9-2,8 мм) прикріпляється до підводних рослин. При температурі 16-17 °C розвиток зародків триває 5 днів, після чого з ікринок виходять личинки завдовжки приблизно 5,5 мм. За допомогою спеціальних органів личинки приклеюються до рослин або опадають на дно, звідки періодично підіймаються на поверхню, щоб ковтнути повітря. Спочатку личинки харчуються запасами жовткового мішка, а коли ті закінчуються — починають активно живитись зоопланктоном. Личинкова стадія триває місяць, після чого личинки перетворюються на мальків. Поступово мальки переходять на доросле харчування. Самці стають статевозрілими у 2 роки, а самки — в 3 роки. Живуть щипавки не більш як 4-5 років.

## Охорона
На більшій частині ареалу стан природних популяцій виду залишається більш-менш стабільним. Саме тому він, згідно Червоного списку МСОП, отримав охоронну категорію «відносно благополучний вид». Але в окремих регіонах спостерігається тенденція до зниження чисельності популяції виду. Тому щипавка звичайна занесена до Бернської конвенції (Додаток ІІІ. Види фауни, що підлягають охороні), а також до Директиви Європейського Союзу 92/43/ЄС «Про збереження природних оселищ та видів природної фауни і флори» (Додаток II. Види рослин і тварин, що становлять особливий інтерес для Європейського Союзу, збереження яких потребує створення територій особливої охорони).

## Господарське значення

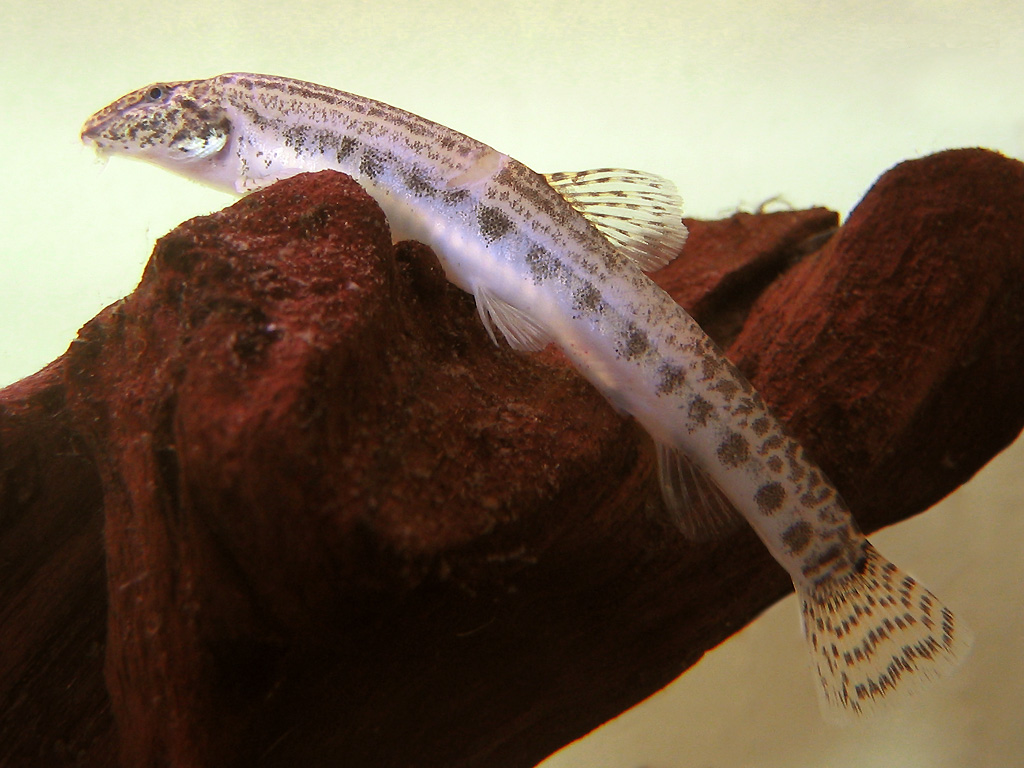
Щипавка звичайна в акваріумі

Господарської цінності не мають. Проте є поживою для цінних хижих риб (таких як щука). Можуть використовуватись яко живець при ловлі щуки та окуня.
За поведінкою щипавки можна передбачати погоду. За стійкої, погожої днини рибки тримаються глибини, на спокійно лежачи на дні. Перед негодою вони, мов за командою, спливають угору, ганяються одна за одною, висовуючи з води то плавець, то голівку. Потім вони опускаються ближче до дна. Але й на глибині довго не затримуються. Складається враження, що їм не страшні ні окуні, ні |щуки. (Можливо, і ворогам щипавки у такий час теж не дуже комфортно).
Щипавок можна успішно утримувати в акваріумі. Їхня привабливість полягає в тому, що їм не потрібний такий догляд, якого вимагають екзотичні риби — вихідці з теплих країн. Годувати щипавок найкраще хробачками, мотилем, ракоподібними, можна й будь-яким свіжим м'ясом, наскобленим ножем. Вони можуть тривалий час обходитись без їжі.